# Load Records
Load Records  fue una compañía discográfica independiente estadounidense fundada en 1993 y cesada en abril de 2017 por Ben McOsker y Laura Mullen.
El estilo de la discográfica se basa en el rock, el noise, el experimental y el avant-garde, basándose en un estilo "ecléctico".
El último día de actividad de la discográfica fue el 11 de abril de 2017 aclarando un último mensaje diciendo lo siguiente "Después de 24 años de Load Records, es hora de seguir adelante. Nos pondremos en contacto con las bandas para organizar los próximos pasos. Gracias por un gran viaje"  Aunque sus derechos de la discográfica los administra actualmente la distribuidora Caroline Distribution.

## Algunos artistas de la discográfica
- Brainbombs
- Fat Worm of Error
- Forcefield
- Lightning Bolt
- Noxagt
- Osees
- Six Finger Satellite
- The Hospitals